# Зубарев, Александр Владимирович
Александр Владимирович Зубарев (укр. Олександр Володимирович Зубарєв; род. 17 декабря 1979) — украинский шахматист, гроссмейстер (2002). Окончил Харьковскую юридическую академию имени Ярослава Мудрого.

## Турнирные результаты[1]
- Чемпион Украины среди юношей до 18 лет (1990)
- Чемпион Украины среди юношей до 20 лет (1997)
- Призёр зонального турнира в Донецке (1998)
- Участник чемпионата мира ФИДЕ (1999)
- 5-кратный победитель чемпионатов Украины среди клубов (2000, 2004, 2005 — в составе команды «ЮрАкадемія», 2010, 2011 — за «ПГМБ»)
- Серебряный призёр чемпионата мира среди студентов в Варне (2000)

Победитель и призёр международных турниров: Поляница-Здруй (2002), Харьков («Зеркальная струя», 2004), Харьков (8-й «Кубок Ректора», 2006), Порто Каррас (2008), Митилини (2008, 2009), Вертер (2009), Эрфурт (2010—2012), Запорожье («6-й Кубок Єрмака», 2010), Амбес (2010), Анзере (2011), Бад-Вёрисхофен (2011), Кутро (2011), Швебиш-Гмюнд (2011), Шарлеруа (2011), Малакоф (2014), Эргерсхайм (2014).
| График не отображается по техническим причинам. Чтобы исправить это, воспроизведите график в новом формате, если это возможно. |